# رينا ساتو
رينا ساتو (佐藤利奈 ساتو رينا) هي مؤدية أصوات يابانية ولدت في 2 مايو 1981 في كيتاكيوشو.

## أدوارها في الأنمي

### مسلسلات أنمي تلفزيونية
- طاغية الحب - آميشا كيتشوغاساكي
- المعلم الساحر نيغيما! - نيغي سبرينغفيلد
- نيغيما!؟ - نيغي سبرينغفيلد
- يوكيو هولدر! - نيغي سبرينغفيلد
- موشيشي - إيو (المستنقع المتجول)
- المقيم الأبدي - أسانو رين
- بينتشو-تان - رين-تان
- سر نوغيزاكا هاروكا - شينا أماميا
- مينامي-كي - هاروكا مينامي
- تنجن توبا جورين لاجان - كيو
- عندما تبكي النوارس - آنجي أوشيروميا
- إندكس معينة خاصة بالسحر - ميكوتو ميساكا
- إندكس معينة خاصة بالسحر II - ميكوتو ميساكا
- إندكس معينة خاصة بالسحر III - ميكوتو ميساكا
- رايلغان معينة خاصة بالعلم - ميكوتو ميساكا
- رايلغان معينة خاصة بالعلم S - ميكوتو ميساكا
- رايلغان معينة خاصة بالعلم T - ميكوتو ميساكا
- كيشين تايسن جيجانتيك فورميولا - مانا كاميشيرو
- كيوران كازوكو نيكي - غيكّا ميداريزاكي
- هيرويك إيج - برومي أو
- الرمية الكبرى - سوزوني مياشيتا
- إم إم! - تاتسوكيتشي هاياما
- صاحب التعاويذ الأزرق - شورا كيريغاكوري
- صاحب التعاويذ الأزرق: ملك كيوتو الملوث - شورا كيريغاكوري
- بليتش - مايو
- أرشيف دانتاليان - ليتيشيا سيركيس
- بلود سي - كائن أثري (العمود الفقري ذو الشعر)
- بليزبلو ألتر ميموري - راغنا ذا بلادإدج (أيام الطفولة)
- خليلة (مؤقتة) - أكاني ساكوراي
- غوغوري! كوكوري-سان - كوريها
- أبطال الزهور الستة - مورا تشيستر
- زخرفة الحظ - ريو ماتشيكو
- بادي كومبليكس - إلفيرا هيل
- M3 الفولاذ الأسود - إيواتو ناميتو (أيام الطفولة), ميميه ماكي
- فرسان سيدونيا - نومي تاهيرو
- فرسان سيدونيا: معركة الكوكب التاسع - نومي تاهيرو
- آيدولماستر سندريلا جيرلز - تشيهيرو سينكاوا
- كيزناييفر - هونوكا ماكي
- هاروتشيكا - والدة تشيكا
- تيلز أوف زيستيريا ذا كروس - فيلفيت كرو
- مغامرة جوجو الغريبة: الماس لا ينكسر - هاياتو كاواجيري
- هندريد - سوفلي كليرريل
- ماذا تفعل في نهاية العالم؟ هل أنت مشغول؟ هل تستطيع إنقاذي؟ - ليليا أسبلاي
- بيرسونا 5: ذا أنيميشن - ماكوتو نيجيما
- كابتن تسوباسا - ناتسوكو أوزورا، مانابو أوكاوا
- الخطايا السبع المميتة: إعادة إحياء الوصايا - ماترونا

### أنمي الإنترنت
- سيلور مون كريستال - ري هينو/سيلور مارس
- وقت حواء - ناغي

### أوفا أنمي
- المعلم الساحر نيغيما!: الربيع - نيغي سبرينغفيلد
- المعلم الساحر نيغيما!: الصيف - نيغي سبرينغفيلد
- المعلم الساحر نيغيما!: الجناح الأبيض ALA ALBA - نيغي سبرينغفيلد
- المعلم الساحر نيغيما!: عالم آخر - نيغي سبرينغفيلد
- المعلم الساحر نيغيما!: عالم آخر EXTRA الفتاة الساحرة يوي - نيغي سبرينغفيلد
- إير جير: الأجنحة السوداء و غابة النوم Break on the sky - ريكا نويامانو
- حفل الجثث - ناومي ناكاشيما

### أفلام أنمي
- تنجن توبا جورين لاجان: فصل جورين - كيو
- تنجن توبا جورين لاجان: فصل لاجان - كيو
- إندكس معينة خاصة بالسحر: معجزة إنديميون - ميكوتو ميساكا
- فيلم الإكسورسيست الأزرق - شورا كيريغاكوري

## أدوارها في ألعاب الفيديو
- تيلز أوف إكسيليا - بريزا
- تيلز أوف إكسيليا 2 - بريزا
- تيلز أوف بيرسيريا - فيلفيت كرو
- كوربس بارتي - ناومي ناكاشيما
- خليلة (مؤقتة) - أكاني ساكوراي
- بيرسونا 5 - ماكوتو نيجيما
- بيرسونا 5 رويال - ماكوتو نيجيما
- بيرسونا 5 دانسينغ إن ستارلايت - ماكوتو نيجيما

## وصلات خارجية
- رينا ساتو على موقع IMDb (الإنجليزية)
- رينا ساتو على موقع ألو سيني (الفرنسية)
- رينا ساتو على موقع ميوزك برينز (الإنجليزية)
- رينا ساتو على موقع ديسكوغز (الإنجليزية)
- رينا ساتو على موقع قاعدة بيانات الفيلم (الإنجليزية)
- رينا ساتو على موقع كينوبويسك (الروسية)
- رينا ساتو على موقع ANN person (الإنجليزية)